# Tepeguaje
Tepeguaje är en ort i Mexiko.   Den ligger i kommunen San Pedro Pochutla och delstaten Oaxaca, i den sydöstra delen av landet, 500 km sydost om huvudstaden Mexico City. Tepeguaje ligger 168 meter över havet och antalet invånare är 117.
Terrängen runt Tepeguaje är kuperad åt nordväst, men åt sydost är den platt. Terrängen runt Tepeguaje sluttar söderut. Runt Tepeguaje är det ganska tätbefolkat, med 86 invånare per kvadratkilometer. Närmaste större samhälle är San Pedro Pochutla, 6,3 km sydväst om Tepeguaje. I omgivningarna runt Tepeguaje växer huvudsakligen savannskog.